# Judi Barrett
Judi Barrett, geborene Nielsen-Smith (* 1941 in Brooklyn, New York City), ist eine US-amerikanische Autorin von Bilderbüchern für Kinder, einschließlich Wolkig mit Aussicht auf Fleischbällchen und Tiere, die keine Kleidung tragen sollten.

## Leben
Judi Nielsen-Smith erhielt 1962 den B.F.A vom Pratt Institut. Sie heiratete den Künstler Ron Barrett, der mitunter ihre berühmtesten Bücher illustrierte. Nachdem sie sich scheiden ließen, arbeiteten sie dennoch viele Jahre danach an Büchern. Judi Barrett lebt in Brooklyn, in New York City.

## Literarische Werke
- Old MacDonald Had an Apartment House. 1969.
- Animals Should Definitely Not Wear Clothing. 1970.
- An Apple a Day. 1973.
- Benjamin's 365 Birthdays. 1974.
- Peter’s Pocket. 1974.
- I Hate to Take a Bath. 1975.
- I Hate to Go to Bed. 1977.
- The Wind Thief. 1977.
- Wolkig mit Aussicht auf Fleischbällchen. 1978.
- Animals Should Definitely Not Act Like People. 1980.
- I’m Too Small, You’re Too Big. 1981.
- A Snake Is Totally Tail. 1983.
- What’s Left?. 1983.
- Pickles Have Pimples, and Other Silly Statements. 1986.
- Pickles to Pittsburgh: The Sequel to Cloudy With a Chance of Meatballs. 1997.
- Old MacDonald Had an Apartment House. 1998.
- The Things That Are Most in the World. 1998.
- I Know Two Who Said Moo: A Counting and Rhyming Book. 2000.
- Which Witch Is Which?. 2001.
- Never Take a Shark to the Dentist (and Other Things Not To Do). 2008.
- The Marshmallow Incident (illustrated by Ron Barrett), 2009.
- The Complete Cloudy with a Chance of Meatballs. 2009.
- Santa from Cincinnati. 2012.
- Planet of the Pies. 2013.